# Abi Tucker
Abigail Anne „Abi“ Tucker (* 22. Januar 1973) ist eine australische Schauspielerin und Rocksängerin.

## Leben
Bereits im Alter von neun Jahren begann Tucker ihre Schauspielkarriere. Kurz danach begann sie ebenfalls zu singen und gewann 1992 in der Casting-Show New Faces.
Zwei Jahre später spielte sie für ein Jahr in der Fernsehserie Heartbreak High mit, obwohl ihre Rolle ursprünglich nur als Gastspiel ausgelegt war. Es gelang ihr außerdem, die Single Breathe In zu veröffentlichen, die auf dem Soundtrack zur Serie zu finden war und mit der sie bei Wetten, dass..? auftrat. Danach tourte sie durch Großbritannien und arbeitete an ihrer Sängerkarriere, bevor sie 1999 eine Gastrolle in der australischen Serie Water Rats – Die Hafencops hatte und bald zur Stammbesetzung der Serie Wildside wurde. In dieser Serie war sie erneut mit Alex Dimitriades zu sehen, der auch bereits in Heartbreak High mitgespielt hatte.
Im Jahr 2000 startete sie ihre Kinokarriere mit der australischen Komödie The Wogbox, bevor sie 2001 die Hauptrolle im Film Angst spielte. Auch dort war sie wieder mit zwei Songs auf dem Soundtrack vertreten: Move You und Home.
Von 2001 bis 2003 war Tucker in der Fernsehserie The Secret Life of Us zu sehen, auf dessen Soundtrack sie ebenfalls mit zwei Titeln vertreten ist.
Auf dem Edinburgh Festival Fringe spielte sie im August 2006 eine Rolle im Theaterstück Breakfast mit Jonny Wilkinson und stellte Songs aus ihrem damals bisher noch unveröffentlichten zweiten Album Rough Diamond vor.
Im Jahr 2007 übernahm sie die Rolle der Grace Kingston-McLeod in der australischen Fernsehserie McLeods Töchter.

## Filmografie (Auswahl)
- 1994–1995: Heartbreak High (Fernsehserie, 64 Folgen)
- 1999: Envy
- 1999: Wildside
- 2000: Wog Boy – Der größte Zorbas von Down Under (The Wog Boy)
- 2001: Angst
- 2001: The Secret Life of Us
- 2004: Love Bytes
- 2007–2008: McLeods Töchter (McLeod’s Daughters, Fernsehserie, 45 Folgen)

## Diskografie (Alben)
- 2003: Dreamworld
- 2008: One December Moon
- 2015: The Falling Seeds mit Julian Curwin
- 2020: Who Do You Really Know?